# نجير أطلسي
النجير الأطلسي (الاسم العلمي: Agrostis atlantica) نوع نباتي يتبع جنس النجير وينتمي إلى الفصيلة النجيلية.